# Straning-Grafenberg
Straning-Grafenberg là một đô thị ở huyện Horn trong bang Niederösterreich, ở nước Áo. Đô thị này có diện tích 26,47 km², dân số năm 2005 là 761 người.